# المحوالة (أفلح الشام)

تعديل مصدري - تعديل

المحوالة هي إحدى قرى عزلة العبادلة بمديرية أفلح الشام التابعة لمحافظة حجة، بلغ تعداد سكانها 3942 نسمة حسب تعداد اليمن لعام 2004.